# Niels Jensen og Neorealisterne
|  | Denne artikel er oprettet af botten PalnaBot ud fra en ekstern database. Den kan derfor have sproglige fejl eller mangler. Denne skabelon kan fjernes efter kontrol af indholdet. |

Niels Jensen og Neorealisterne er en film instrueret af Peter Klitgaard, Jørgen Kastrup.

## Handling
Niels Jensen er gæstelærer på Filmskolen i 2009, hvor han holder en forelæsning om den neorealistiske bevægelse, som opstod i Italien lige efter anden verdenskrig. Niels Jensen var en betydningsfuld lærer og person på Den Danske Filmskole fra 1988 til 1999, hvor han tryllebandt skolens elever med sin store viden om filmens historie. Samtidig var han et omvandrende filmleksikon. Han kunne altid vise, hvordan filmkunsten afspejler den tid, de er lavet i, uanset om det var komedie, melodrama eller komplicerede kunstneriske film.